# Profilschleifmaschine
Eine Profilschleifmaschine ist eine Werkzeugmaschine zum Bearbeiten profilierter, meist metallischer Werkstücke durch Schleifen.
Mit ihr ist es möglich folgende Werkstücke zu bearbeiten:
- Keilwellen
- gerade verzahnte Zahnräder
- beliebig schleifbare Profile mit Steigungswinkel „0“ sowie geradeverzahnten Räumwerkzeugen mit den vorstehend aufgeführten Profilen.

Die Automatisierung ist derzeit so weit, dass es Profilschleifmaschinen gibt, welche neben dem Schleifprozess der Räumwerkzeuge auch das Schärfen derselben übernehmen.
In der Industrie sind Profilschleifmaschinen besonders in der Automobilzulieferer- und Schiffsbauzuliefererindustrie in Verwendung.